# MiG-19 (航空機)
MiG-19 / МиГ-19
バングラデシュ空軍のMiG-19戦闘機
- 用途：戦闘機
- 分類：戦闘機
- 設計者：MiG
- 製造者：
- 運用者： 朝鮮民主主義人民共和国
- 初飛行：1953年9月18日
- 生産数：9,500機
- 運用開始：1955年3月
- 運用状況： 朝鮮民主主義人民共和国のみで現役

MiG-19(ミグ19；ロシア語:МиГ-19ミーグ・ヂヴィナーッツァチ）は、ソ連初、世界では二番目の超音速戦闘機である。MiG-19はミグ設計局によって防空軍向けの迎撃戦闘機として開発されたが、さらに高い性能を持つSu-9などが実戦配備に就くと、前線戦闘機(制空戦闘機)として空軍にも配備された。その他、旧東側諸国や第三世界など世界各国へ多数が輸出された。北大西洋条約機構(NATO)の使用するNATOコードネームはファーマー (Farmer)。

## 概要

### 開発
MiG-19の最初の試作機であるSM-9/1(СМ-9/1)は1954年1月5日に初飛行を果たした。SM-9には当初よりMiG-19という量産用の名称が使われていた。この機体は、推力3250kgのAM-9Bジェットエンジン2基を搭載しており、最高速度は1452 km/hを発揮した。武装は23 mm機関砲NR-23(НР-23)3門（主翼付け根に2門と機首右下に1門）、250 kgまでの爆弾も2発搭載可能であった。
1955年に初飛行したSM-9/3(СМ-9/3)は、機体の安定性を改善し、武装も機関砲を30 mmのNR-30 (機関砲)(НР-30) 3門に変更するなどした改良型で、MiG-19S(МиГ-19С)としてMiG-19シリーズの主生産型となった。中華人民共和国では殲撃六型(殲-6、J-6、F-6)として大量に生産・配備・輸出された。また、MiG-19SV(МиГ-19СВ)とMiG-19SU(МиГ-19СУ)はともに高高度戦闘機として開発された。
1955年に初飛行したSM-2(СМ-2)は、Il-2、Il-10にかわる打撃戦闘機として開発された。量産には結びつかなかったが、中華人民共和国ではこれによく似た形式の発展型を生産しており、パキスタンなどで使用されていた。また、特殊な戦闘爆撃機型としては、SM-9/9(СМ-9/9)が小型の核爆弾を搭載する機体として開発された。
K-6(К-6)空対空ミサイルを搭載する迎撃戦闘機として既存の機体から改修されたSM-2/I(СМ-2/И)は30 mm機関砲NR-30 3門を保持していたが、全天候能力に欠けていた。MiG-19Pの原型となったSM-6(СМ-6)はアルマース3(Алмаз-3)捜索・指示装置を装備し、また主翼下には試験用の写真機Ye-13-300(Е-13-300)とAKS-2(АКС-2)を搭載していた。武装は23 mm機関砲NR-23 3門とK-6 2発であった。初飛行は1957年に行われ、翌年まで試験が続けられた。
1955年に初飛行を行ったSM-10(СМ-10)は、空中給油装置を装備する戦闘機として開発され、Tu-16やM-4、Il-28、MiG-15などとともに試験を行っていたが、結局ソ連では戦闘機に空中給油能力を持たせることは決定されなかった。なお、SM-10の諸性能は武装を含めSM-9と同等であったとされている。
1956年に初飛行を行ったSM-30(СМ-30)は、ロケットのように発射台から発射される短距離離陸（ゼロ距離発進）の試験機として開発された。こうした試みは当時各国で行われており、アメリカ合衆国ではF-86やF-100、F-104で行われていたものが有名である。これらはいずれも量産には移されなかったが、小型の補助ロケットエンジンによる離陸距離の短縮（JATO）はMiG-21やSu-7で実用化されている。
MiG-19の技術的特徴としては、55度の後退翼（前縁）と、全遊動式水平尾翼（オールフライング・テール）を備えている。水平尾翼の突起はマス・バランスである。

### 実戦
初めて実戦活動を行ったのはトルクメニスタンにあったソ連防空軍第9護衛戦闘飛行連隊の機体で、1957年、アンディジャン飛行場を飛び立った機体がアメリカ合衆国のU-2偵察機を迎撃した。1960年5月1日にU-2がS-75地対空ミサイルによって撃墜された際もMiG-19は迎撃を行っていたが、MiG-19によるU-2迎撃はすべて失敗に終わっている。しかし、1960年と1963年に、バレンツ海でアメリカのRB-47偵察機を機関砲で撃墜している。
その後、MiG-19はベトナム戦争で北ベトナム空軍機として使用された。航続距離、探知距離が共に短かったMiG-19だったが、当時の北ベトナムでは超音速の機体が配備されていなかったため大いに受け入れられた。またこの戦争の間には、中華人民共和国の殲-6が領空侵犯したアメリカ軍の航空機を撃墜している。
ソ連空軍のMiG-19はプラハの春の際にワルシャワ条約機構軍機としてチェコスロヴァキアの上空を飛び回った。MiG-19が大々的に使用された全面戦争のうち最後に使われたのは中東戦争であり、イスラエル軍のミラージュIIICなどとたびたび空中戦を行った。
印パ戦争では中国製のF-6がF-86F及びセイバーMk.6などの後継機としてパキスタン空軍で用いられた。同空軍では今世紀初頭まで長らく運用が続けられており、アメリカのアフガニスタン侵攻初期にはまだ実戦に参加していたが、同戦争中にF-7PGに代替されて退役した。
また2003年には、1 機の朝鮮人民軍所属のF-6が38度線付近において挑発行動をとったとして、大韓民国空軍のF-5E戦闘機2機が迎撃した事件があり、その映像は日本のテレビでも放映された。なおF-6は2010年代においても朝鮮人民軍で現役で使われていると考えられていたが、2016年現在は部品不足から退役しているといわれている。また、アメリカやヨーロッパでは個人所有機として数機が現役飛行している。

## 運用国

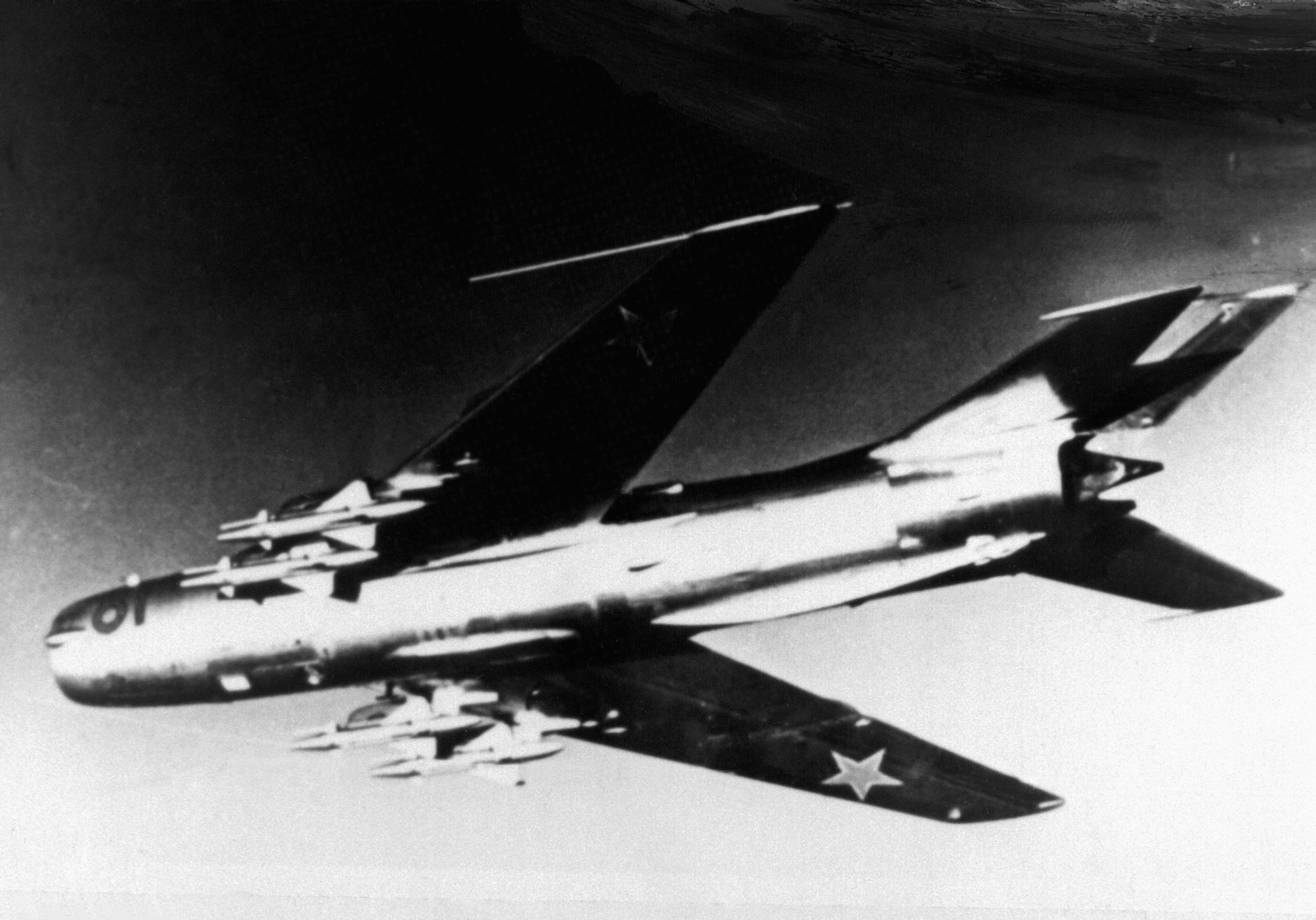
K-5 (RS-1U) ミサイル4発を搭載するソ連軍のMiG-19PM

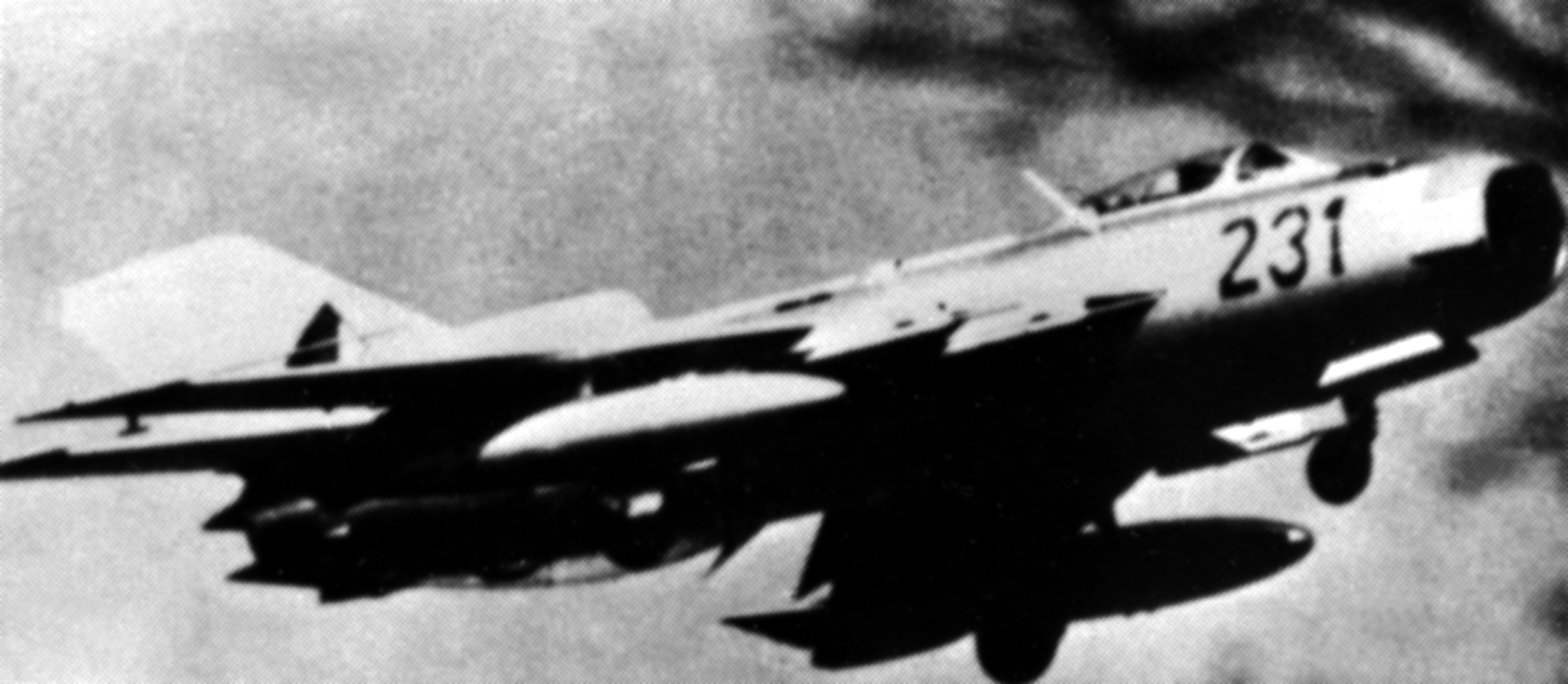
飛行するMiG-19PM (東ドイツ空軍機、1977年撮影)

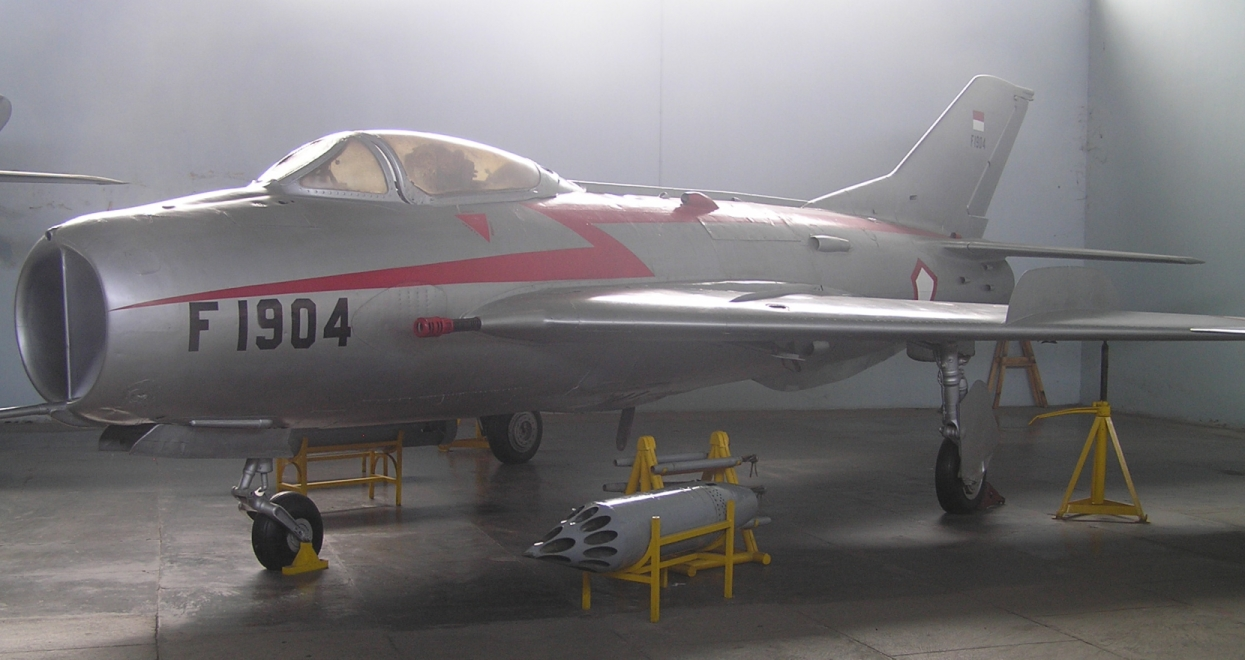
インドネシアで使用されたMiG-19S

- ソ連：各型 ВВС России МиГ-19П #77, 1989
- ロシア
- ウクライナ：MiG-19S/PM
- ブルガリア：MiG-19S/P/PM БВВС МиГ-19С #030, 2001
- ポーランド：MiG-19S/P/PM PolandAF MiG-19PM #905
- ルーマニア：MiG-19P FAR MiG-19P #802, 2001
- チェコスロヴァキア：MiG-19S/P/PM CzechoslovakiaAF MiG-19PM #1102, 2004
- ハンガリー：MiG-19P/PM HugaryAF MiG-19PM #28, 2004
- 東ドイツ：MiG-19S/P/PM
- ユーゴスラヴィア：MiG-19P
- アルバニア：MiG-19PM、F-6、FT-6 AlbaniaAF F-6 #3-77 AlbaniaAF F-6 #8-79
- キューバ：MiG-19S/P FAR MiG-19P #88, 2003
- ソマリア：F-6 SomaliAF F-6
- シリア：MiG-19S
- イラク：MiG-19S
- エジプト：MiG-19S、F-6、FT-6
- パキスタン：MiG-19S、F-6、FT-6、A-5 PAF F-6 #4120, 2003
- バングラデシュ：F-6、FT-6、A-5 BagladeshAF FT-6 & A-5 & F-7M & MiG-29
- ラオス：F-6
- カンボジア：F-6 CambodiaAF F-6 #30-950
- ミャンマー(ビルマ)：A-5 MyanmirAF A-5C
- インドネシア：MiG-19S IndonesiaAF MiG-19S #1902
- 中華人民共和国：F-6、FT-6、A-5 PLAAF J-6III #5919, 2005 PLAAF JJ-6 #70116, 2005
- 朝鮮民主主義人民共和国：F-6、FT-6、A-5 DPRKAF F-6 #529
- ベトナム/北ベトナム：MiG-19、F-6 VAF MiG-19S #6058 & MiG-21PFM #5020&5121
- スーダン：F-6
- タンザニア：F-6

## 評価
MiG-19は、世界初の超音速戦闘機であるアメリカ合衆国のF-100にわずかに遅れた1954年1月5日に初飛行を果たした。両機を比較すると、MiG-19は空中格闘能力においてF-100より優れている一方で、兵装搭載量が少ない、航続距離が短い、などといった欠点があった。また、両機は共に国家初の超音速戦闘機として開発されたものの、低機動性を逆手に取って爆撃機に発展したF-100と少ない兵器搭載量から格闘戦闘機に発展したMiG-19とではその性格は対照的であった（ただし、F-100は本来F-86戦闘機の後継となる制空戦闘機として開発されたものであり、低機動性故に戦闘爆撃機に転用されたのは当初の開発意図から全くもってかけ離れているといえる）。もっとも中国ではMiG-19の発展型として地上攻撃機のQ-5/A-5が開発されていることを考えると、万能機としての能力を発揮する素地はあったといえるだろう。
本機のもう一つの欠点として、致命的なほどのエンジン寿命の短さが挙げられる。そのため頻繁にオーバーホールをする必要があり、運用効率が非常に悪かった。しかし整備において要求される技術レベルはさほど高く無いため途上国においても維持・運用は簡単であり、むしろ廉価で使い勝手がよいと評価された面もある。
MiG-19は、西側諸国では「MiG-15の二番煎じのMiG-17と、MiG-21との間のつなぎ」という低い評価が与えられていた。しかし当のソ連では、MiG-19の運動性や推力重量比（ひいては上昇能力）がMiG-21を上回っていたため、しばらくはMiG-19とMiG-21が平行して生産され主力戦闘機と位置づけられた。本機あるいは中国製のJ-6を配備した途上国においては、さらに長期間に渡り使用が続けられた。
エジプト軍のMiG-19Sと交戦したイスラエル軍の戦闘機パイロットは、MiG-19を「最高の格闘戦闘機」と評している(とはいうものの、戦闘では常にイスラエルのミラージュIIIが勝利しており、この言葉は「勝者の余裕」であるとも受け取れる)。
MiG-19からは多くの試験機体が開発された。MiG-19をベースに開発された機体の種類と数は、MiG-15やMiG-21など他の機体の派生型と比べはるかに多く、その後のソ連戦闘機の発展に大きな貢献をした。

## 主要生産型
MiG-19 (МиГ-19)
少数生産・配備された初期型。他の派生型に比べて垂直尾翼が小型であるなどといった相違点がある。量産化が急だったために性能上不満足な点が多かったとされる。武装は23 mm機関砲NR-23が3門。
MiG-19S(МиГ-19С)
本格的な配備型。さらに数種類のヴァリエーションに分けられる。初期の武装は30 mm機関砲NR-30 3門及び57 mmロケット砲のみであったが、後にR-3(K-13)赤外線誘導ミサイル2発を搭載できるよう改修された。その他武装にもいくつかのヴァリエーションがある。また、チェコスロヴァキアのアヴィア社でライセンス生産されたS-105では、垂直尾翼が大型化されている。MiG-19Sの後期型はMiG-19SF(МиГ-19СФ)と呼ばれる。
MiG-19P (МиГ-19П)
イズムルード・レーダー搭載型。武装は23 mm機関砲2門及び57 mmロケット砲のみだったが、MiG-19S同様にR-3赤外線誘導ミサイル2発を搭載できるよう改修され、この改修型はMiG-19PT(МиГ-19ПТ)と呼ばれた。
MiG-19PM (МиГ-19ПМ)
イズムルード・レーダー搭載型。武装はK-5(RS-1/RS-2U)指令誘導ミサイル4発のみ。MiG-19Pとは垂直尾翼の大きさが異なる。
殲撃六型 (殲-6, J-6, F-6)
中華人民共和国でライセンス生産された機体。複座の殲教六型(JJ-6、FT-6)や偵察機型の殲偵六型(JZ-6)など多くの発展型が開発され、各国に輸出された。本機はよく「MiG-19Sのコピー」といわれ両機はしばしば混同されているが、実際は搭載エンジンや機器などが異なる。搭載エンジンとの互換性の問題で、殲撃六型はMiG-19Sとは機種部の空気取り入れ口の形状が異なっており、また殲撃六型の後期型では垂直尾翼にドラッグシュート収納部が移設されているなどといった外見上の差異がみられる。また、初期型を除く多くの殲撃六型では、機関砲ノズルの形状もMiG-19Sとは異なっている。そのほか、中華人民共和国はソ連と断絶したアルバニアから複数のMiG-19PMを入手することに成功したといわれる。そこから中華人民共和国にもレーダー技術が齎されることとなった。量産されたレーダー搭載型としては殲撃六型甲型(F-6A)、殲撃六型乙型(F-6B)がある。なお最も多く生産されたレーダー非装備型は殲撃六型丙型(F-6C)、ショックコーンを装備し空気取り入れ口を大型化した発展型は殲撃六型新型(J-6Xin)と呼ばれる。
強撃五型(強-5, Q-5, A-5)
中華人民共和国で開発された攻撃機型。数種の発展型がある。中国人民解放軍では、空軍と海軍で運用されている。輸出も、パキスタン、バングラデシュ、朝鮮民主主義人民共和国、ミャンマーなど数ヶ国に対してなされている。
※その他、ポーランドで「Lim-7」としてMiG-19がライセンス生産されたという誤認情報があった。

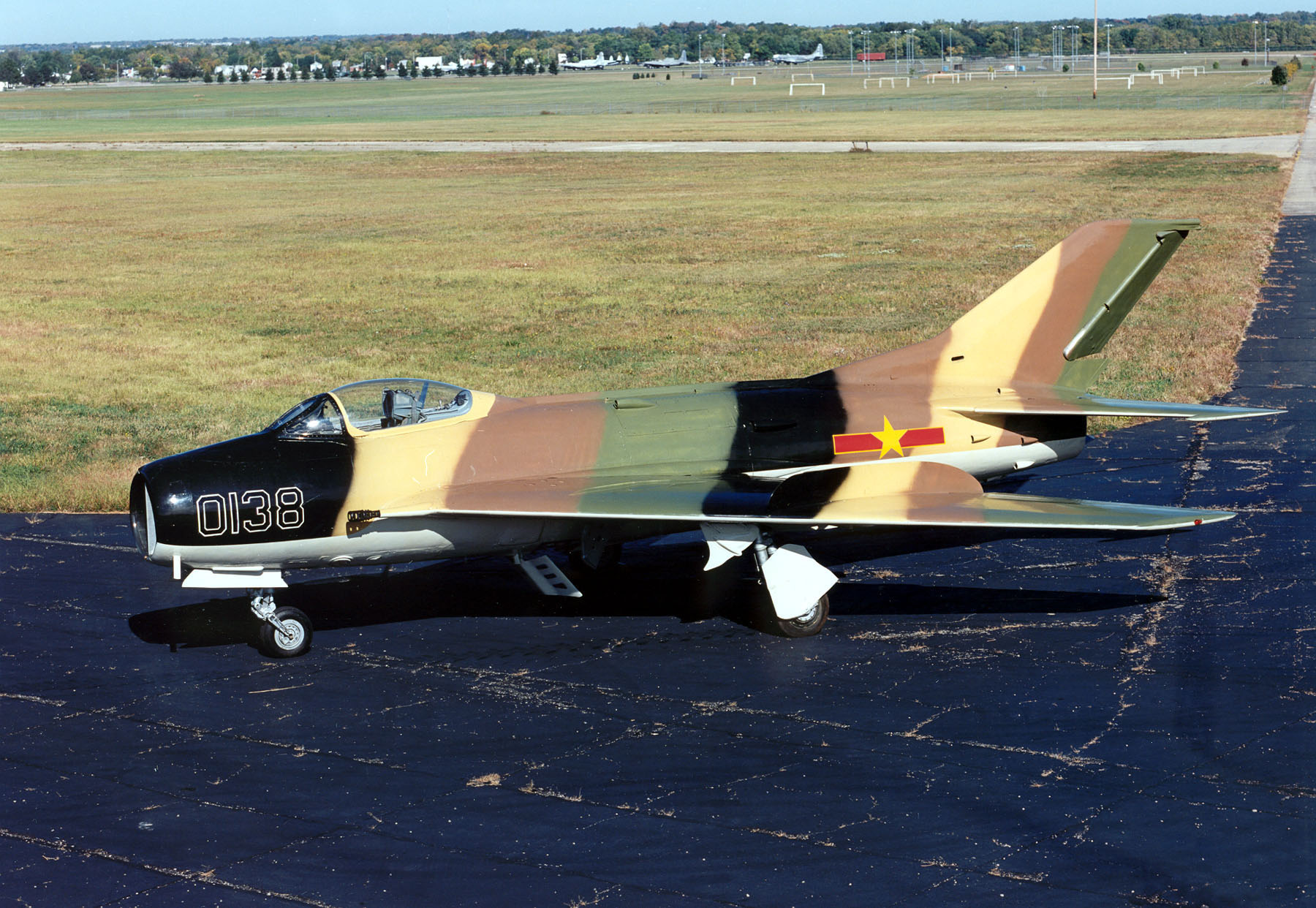
MiG-19S
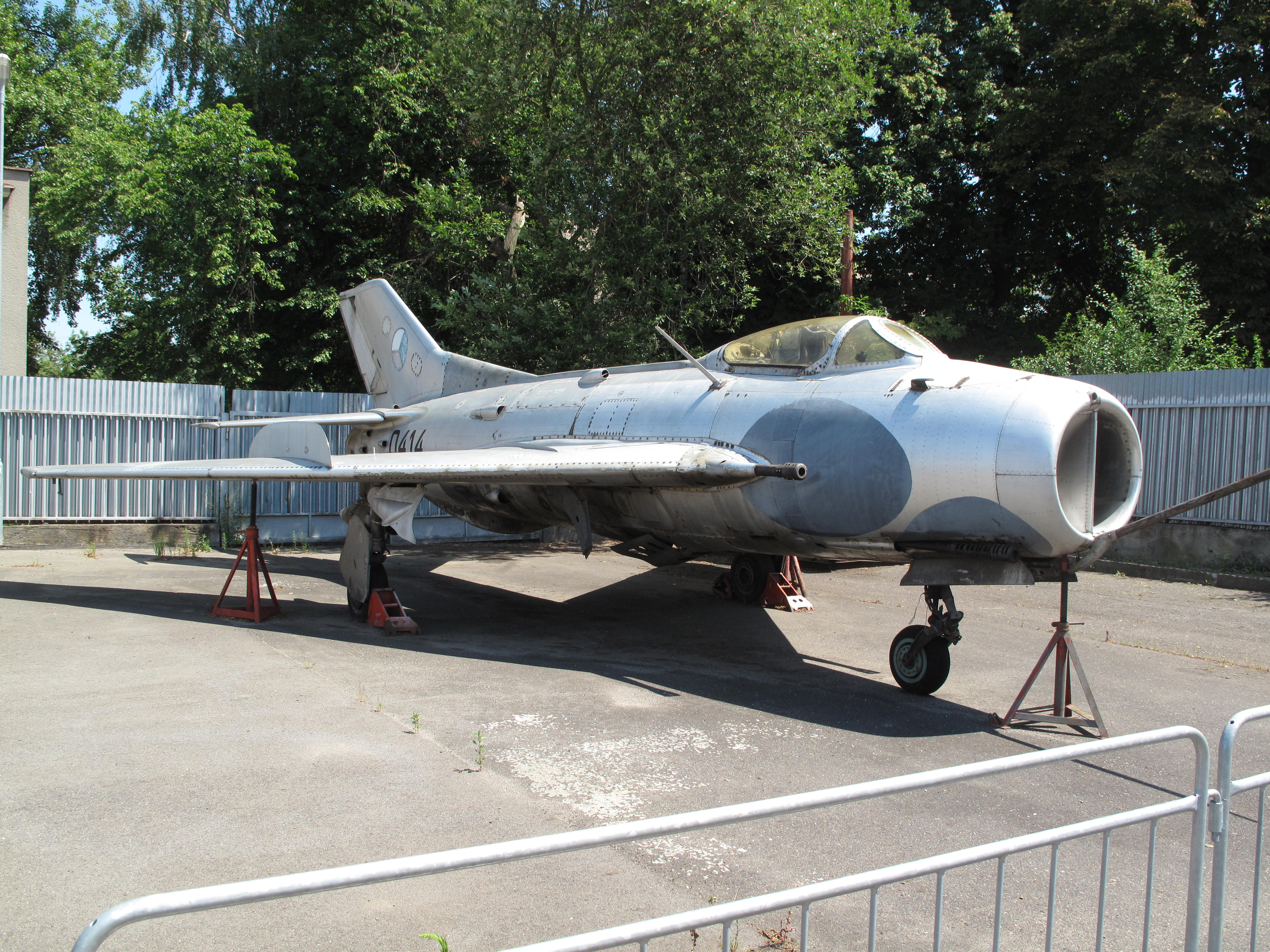
S-105
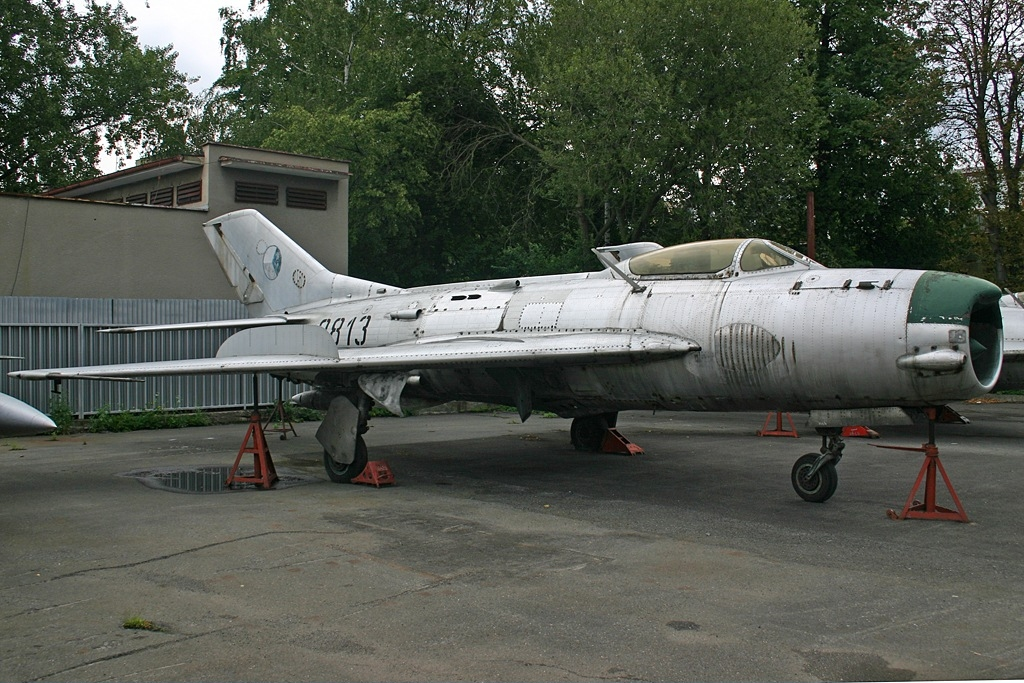
MiG-19P
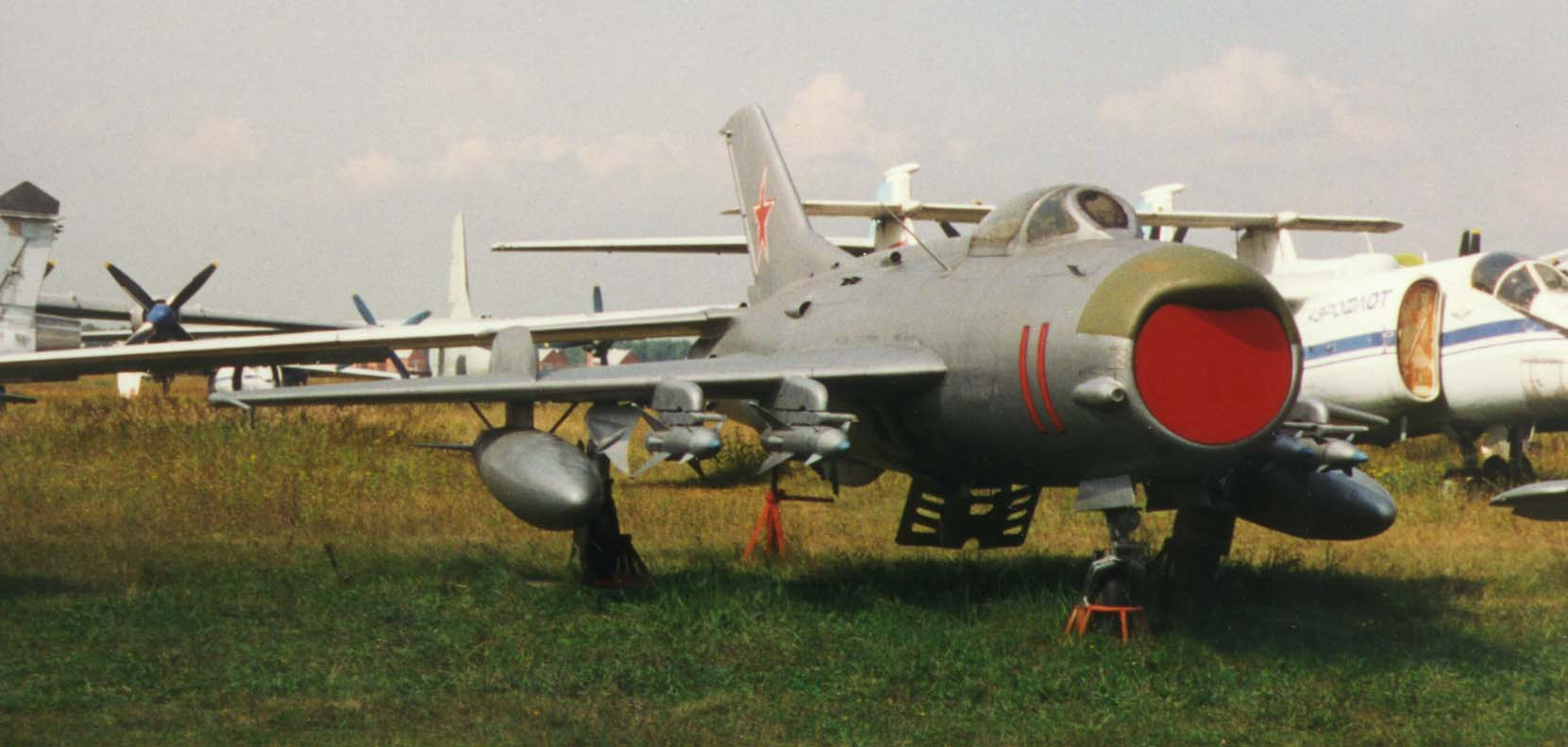
MiG-19PM

## スペック (MiG-19S)
- 初飛行：1955年
- 翼幅：9.00 m
- 全長：12.54 m
- 全高：3.89 m
- 翼面積：25.00 m2
- 空虚重量：5447 kg
- 最大離陸重量：7560 kg
- 燃料搭載量：1800 ℓ
- 発動機：トゥマーンスキイ設計局製 BRD-9B ターボジェットエンジン ×2
- 出力：3250 kg ×2
- 最高速度：1452 km/h
- 通常実用航続距離：1390 km
- 実用航続距離(外部タンク使用)：2200 km
- 上昇力：3333 m/min
- 実用上昇限度：17500 m
- 乗員：1 名
- 武装：
  - NR-30 30 mm機関砲 ×3(翼砲：弾数70発 ×2、胴体砲：55発 ×1)
  - S-5(С-5) ロケット弾用ORO-57Kポッド ×4(翼下 ×2、燃料タンク搭載位置 ×2を装備。各ポッドには8発ずつのS-5を搭載)

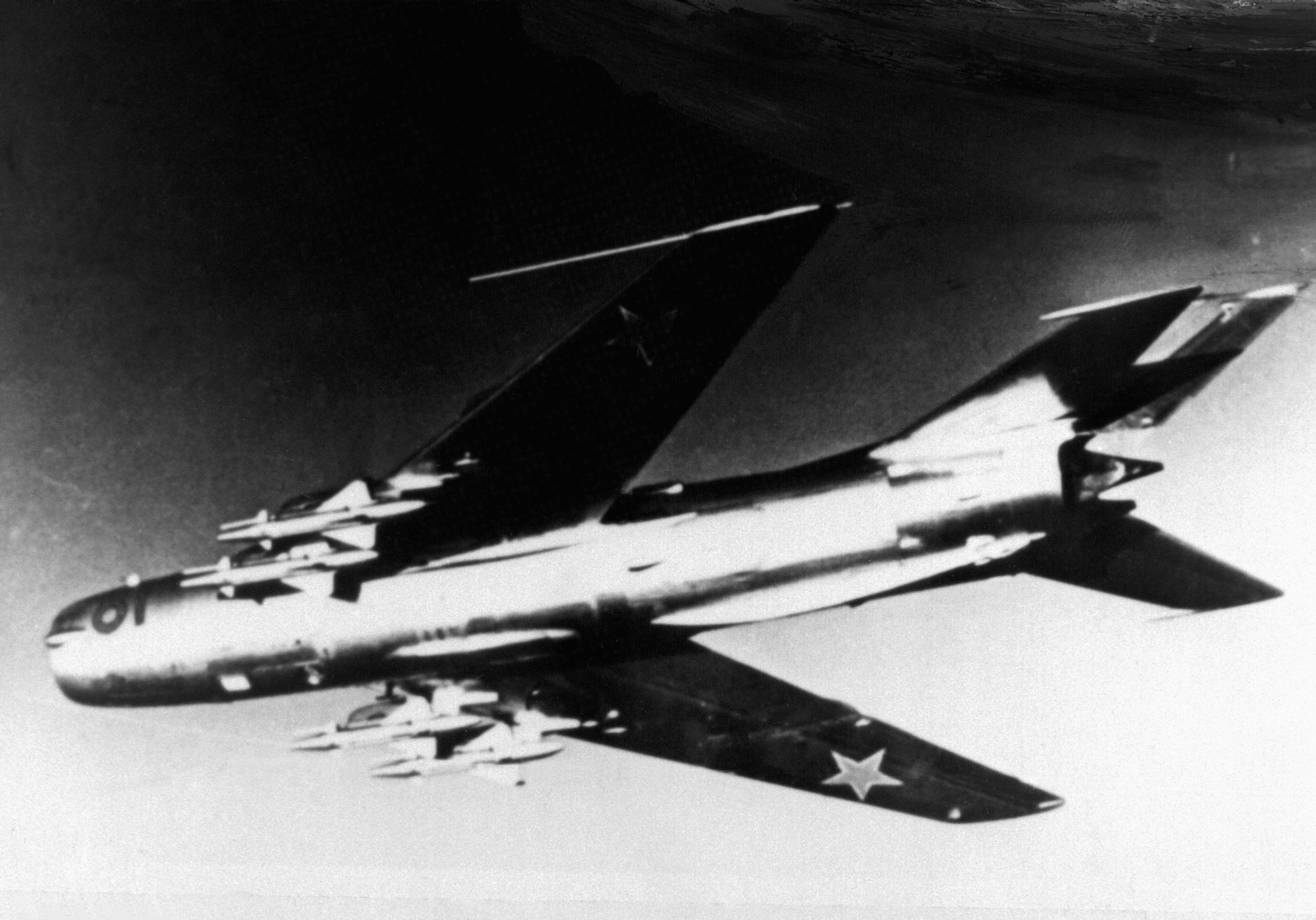
K-5 (RS-1U) ミサイル4発を搭載するソ連軍のMiG-19PM

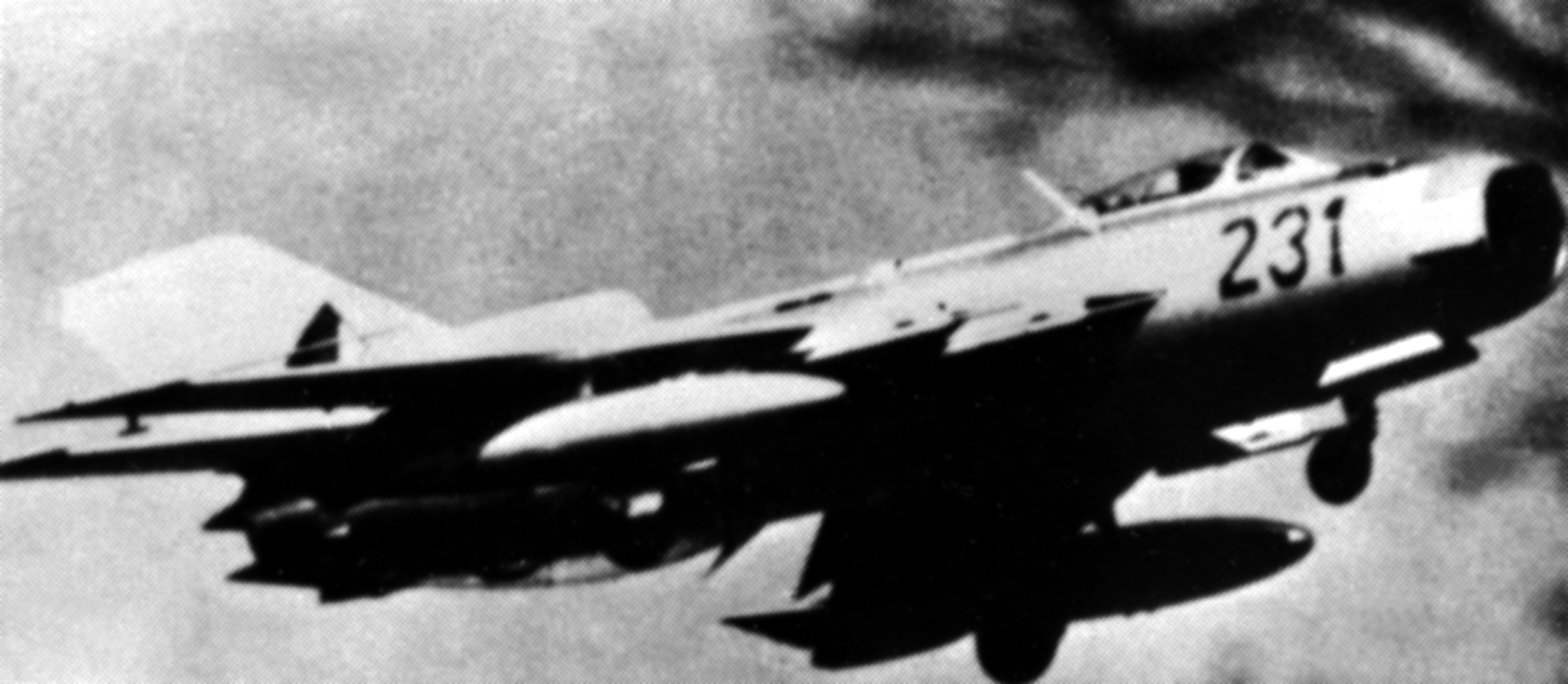
飛行するMiG-19PM (東ドイツ空軍機、1977年撮影)

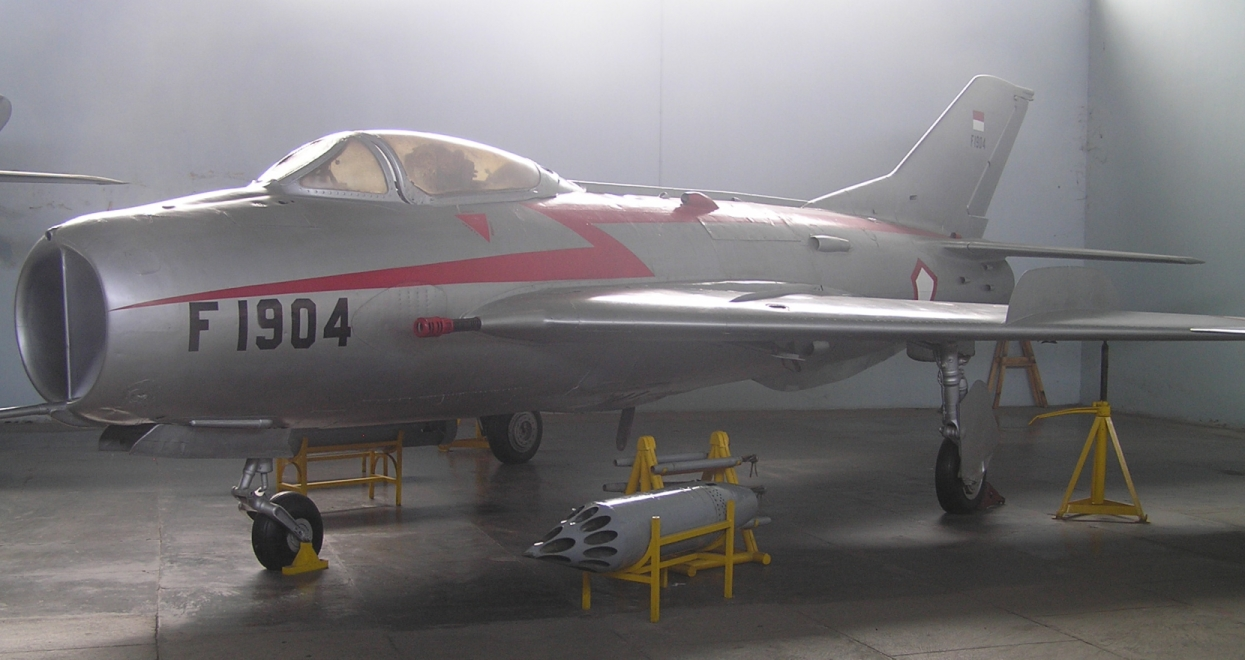
インドネシアで使用されたMiG-19S

  - 250 kgまでの爆弾を各位置に搭載可能

## 登場作品

### 漫画
『エリア88』
反政府軍機として登場。
『名たんていカゲマン』
カゲマンのライバル、怪人19面相が怪人119面相と名乗り始めた時期に手始めに盗み出した盗品の一つとして登場している。

### ゲーム
『フィクショナル・トルーパーズ』
エストビア連邦軍のランク0として選択可能。正確には中国製の殲撃6型である。
『WarThunder』
ソ連空軍ツリーのランク6機体としてR-3S空対空ミサイルを装備できるMiG-19PTが開発可能。位置はMiG-17の次位。
加えてドイツ空軍ツリーランク6機体としてミサイルを装備しない初期型のMiG-19S(東独)が開発可能。位置はLim-5p(東独)の次位。